# Hyposidra grisea
Hyposidra grisea är en fjärilsart som beskrevs av W. Warren 1902. Hyposidra grisea ingår i släktet Hyposidra och familjen mätare. Inga underarter finns listade i Catalogue of Life.